# DKNY
DKNY är ett märke som modeskaparen och trendsättaren Donna Karan skapat.
DKNY startades 1989, första butiken öppnades i London 1994.

## Betydelse
Bokstäverna i märket, står för:
D = Donna
K = Karan
N = New
Y = York
Officiellt står inte "K":et för Karan, eftersom hon inte längre har rättigheter att använda det namnet, som tydligen var efternamnet på hennes före detta make.

## Parfym
Hon har förutom kläder och accessoarer skapat parfym, som har tagit sig upp till topplistan, i Sverige. 
Parfymen "Be Delicious" doftar av äpple och melon.